# Крисиумал
Крисиумал (порт. Crissiumal)  —  муниципалитет в Бразилии, входит в штат Риу-Гранди-ду-Сул. Составная часть мезорегиона Северо-запад штата Риу-Гранди-ду-Сул. Входит в экономико-статистический  микрорегион Трес-Пасус. Население составляет 14 726 человек на 2007 год. Занимает площадь 362,151 км². Плотность населения — 36,8 чел./км².
Праздник города —  28 февраля.

## История
Город основан 18 декабря 1954 года. 

## Статистика
- Валовой внутренний продукт на 2003 составляет 126.502.916,00 реалов (данные: Бразильский институт географии и статистики).
- Валовой внутренний продукт на душу населения на 2003 составляет 8.918,71 реалов (данные: Бразильский институт географии и статистики).
- Индекс развития человеческого потенциала на 2000 составляет 0,786 (данные: Программа развития ООН).